# Италия на зимних Олимпийских играх 1984
Италия принимала участие в зимних Олимпийских играх 1984 года в Сараево (Югославия) в четырнадцатый раз за свою историю и завоевала две золотые медали.

## Медали
- Санный спорт, мужчины — Пауль Хильдгартнер.
- Горнолыжный спорт, женщины — Паолетта Магони.

## Состав сборной
Сборную страны представляли 74 спортсмена: 15 женщин и 59 мужчин, они соревновались в 9 видах спорта.

## Результаты

### Биатлон
Соревнования проходили с 11 по 17 февраля на склоне горы Игман. 
Мужчины — 10 км (спринт)
| Спортсмен        | Промахи | Время   | Место |
| ---------------- | ------- | ------- | ----- |
| Йоханн Пасслер   | 4       | 34:31.4 | 35    |
| Андреас Цингерле | 5       | 34:07.5 | 29    |
| Готлиб Ташлер    | 1       | 33:04.9 | 19    |

Мужчины — 20 км (индивидуальная гонка)
| Спортсмен        | Время     | Штрафы | Поправленное время | Место |
| ---------------- | --------- | ------ | ------------------ | ----- |
| Адриано Дариоли  | 1'13:14.0 | 8      | 1'21:14.0          | 28    |
| Марко Дзанон     | 1'15:59.9 | 4      | 1'19:59.9          | 19    |
| Андреас Цингерле | 1'12:21.7 | 4      | 1'16:21.7          | 9     |

Эстафета  4 x 7,5 км (мужчины)
Эстафетная гонка среди мужчин состоялась 16 февраля. Итальянские биатлонисты не совершили ни одного промаха и заняли пятое место.
| Место | Биатлонист       | Стрельба | Стрельба | Стрельба | Этап    | Этап  | Гонка       | Гонка | Отста вание |
| ----- | ---------------- | -------- | -------- | -------- | ------- | ----- | ----------- | ----- | ----------- |
| Место | Биатлонист       | Лёжа     | Стоя     | Всего    | Время   | Место | Общее время | Место | Отста вание |
| 5     |                  | 0+1      | 0+8      | 0+9      |         |       | 1:42:32.8   |       | 3:41.1      |
| 5     | Адриано Дариоли  | 0+0      | 0+3      | 0+3      | 26:14.3 | 6     | 26:14.3     | 6     | 1:21.9      |
| 5     | Готлиб Ташлер    | 0+0      | 0+1      | 0+1      | 25:43.5 | 8     | 51:57.8     | 6     | 2:30.6      |
| 5     | Йоханн Пасслер   | 0+1      | 0+3      | 0+4      | 25:50.4 | 6     | 1:17:48.2   | 6     | 3:21.6      |
| 5     | Андреас Цингерле | 0+0      | 0+1      | 0+1      | 24:44.6 | 6     | 1:42:32.8   | 5     | 3:41.1      |

### Санный спорт
Мужчины
Женщины
| Спортсменка        | 1 заезд | 1 заезд | 2 заезд | 2 заезд | 3 заезд | 3 заезд | 4 заезд | 4 заезд | Итог     | Итог  |
| Спортсменка        | Время   | Место   | Время   | Место   | Время   | Место   | Время   | Место   | Время    | Место |
| ------------------ | ------- | ------- | ------- | ------- | ------- | ------- | ------- | ------- | -------- | ----- |
| Моника Ауэр        | 44.466  | 23      | 42.830  | 13      | 41.910  | 4       | 42.070  | 9       | 2:51.276 | 13    |
| Вероника Оберхубер | 43.466  | 15      | 42.534  | 9       | 42.192  | 8       | 42.037  | 8       | 2:50.229 | 11    |
| Мария-Луиза Райнер | 42.560  | 7       | 42.320  | 6       | 42.330  | 12      | 41.928  | 6       | 2:49.138 | 6     |

### Фигурное катание
Соревнования прошли в Ледовом дворце Зетра. 
Танцы на льду
| Спортсмены                        | Обязательный танец | Обязательный танец | Оригинальный танец | Оригинальный танец | Произвольный танец | Произвольный танец | Всего     | Всего |
| Спортсмены                        | Результат          | Место              | Результат          | Место              | Результат          | Место              | Результат | Место |
| --------------------------------- | ------------------ | ------------------ | ------------------ | ------------------ | ------------------ | ------------------ | --------- | ----- |
| Роберто Пелиццола Изабелла Микели | 124,1              | 15                 | 86,3               | 15                 | 90,4               | 14                 | 29,0      | 15    |

Женщины — одиночное катание
| Спортсменка  | Обязательные фигуры | Короткая программа | Произвольная программа | Сумма баллов (TFP) | Место |
| ------------ | ------------------- | ------------------ | ---------------------- | ------------------ | ----- |
| Карин Теслер | 11                  | 15                 | 16                     | 28.6               | 15    |

### Хоккей
Хоккейный турнир прошёл с 7 по 19 февраля в югославском городе Сараеве: на Олимпийской арене «Зетра» и в олимпийском дворце «Скендерия». 12 команд были разделены на две группы, где по системе «каждый с каждым» определяли по 2 команды, которые выходили в следующий этап. Италия попала в группу А, где проиграла всем, кроме Польши, заняла 5 место и не вышла в следующий этап. 
Группа А
| 7 февраля 1984  | Швеция    | - | Италия | 11:3 | (2:1,3:2,6:0) |
| 9 февраля 1984  | СССР      | - | Италия | 5:1  | (4:0,1:1,0:0) |
| 11 февраля 1984 | Италия    | - | Польша | 6:1  | (0:1,4:0,2:0) |
| 13 февраля 1984 | Югославия | - | Италия | 5:1  | (0:0,2:1,3:0) |
| 15 февраля 1984 | ФРГ       | - | Италия | 9:4  | (1:0,5:1,3:3) |

|    |           | И | В | Н | П | Шайбы | Разн. | Очки |
| -- | --------- | - | - | - | - | ----- | ----- | ---- |
| 1. | СССР      | 5 | 5 | 0 | 0 | 42:5  | +37   | 10   |
| 2. | Швеция    | 5 | 3 | 1 | 1 | 34:15 | +19   | 7    |
| 3. | ФРГ       | 5 | 3 | 1 | 1 | 27:17 | +10   | 7    |
| 4. | Польша    | 5 | 1 | 0 | 4 | 16:37 | -21   | 2    |
| 5. | Италия    | 5 | 1 | 0 | 4 | 15:31 | -16   | 2    |
| 6. | Югославия | 5 | 1 | 0 | 4 | 8:37  | -29   | 2    |

Если подсчитывать разницу забитых и пропущенных шайб, то в техническом итоге Италия разделила 9 место с Австрией, опередив только Норвегию и Югославию. 